# 秋田県道233号土崎港秋田線
秋田県道233号土崎港秋田線（あきたけんどう233ごう つちざきこうあきたせん）は、秋田県秋田市を通る一般県道である。

## 概要
秋田県道72号秋田北インター線交点（外旭川アンパス北側）からJR東日本 奥羽本線の北側をほぼ南東方向に進み、秋田貨物駅・天徳寺を過ぎたあとに右折し奥羽本線を立体交差する。市街地をほぼ南方向へ右左折を繰り返しながら、広小路西交差点に至る。
なお、路線が認定された昭和29年当初は、路線名のとおり起点が土崎港であったが、現在は土崎港へは接続していない。また、終点も秋田駅の東の秋田市手形までのびていた。

### 路線データ
- 総延長 : 5.211 km[3]
- 実延長 : 5.211 km[3]
- 起点 : 秋田県秋田市外旭川八柳三丁目281番（秋田県道72号秋田北インター線交点）[4]北緯39度44分56.2秒 東経140度5分43.3秒
- 終点 : 秋田県秋田市千秋明徳町16番1（広小路西交差点、秋田県道26号秋田停車場線交点）[4]北緯39度43分6.33秒 東経140度7分6.86秒
- 未供用区間 : なし[3]

## 歴史
以前は秋田県道56号秋田天王線の高清水公園交差点から路線が始まり、外旭川アンパスを立体交差後に外旭川八柳三丁目の秋田臨港警察署外旭川交番前までの区間が認定されていたが、2012年3月に起点から外旭川交番前までの区間が県道の認定を解除され、市道に変更になった。

### 年表
- 1959年（昭和34年）2月17日 - 土崎港秋田線（整理番号149）として秋田市土崎港から秋田市手形までが秋田県道に認定される[6][4]。
時期不詳 - 秋田市将軍野南三丁目から秋田市千秋明徳町16番1に区間が変更される。
- 2012年（平成24年）3月30日 - 起点の位置を秋田市将軍野南三丁目（秋田県道56号秋田天王線・交点）から秋田市外旭川八柳三丁目（秋田県道72号秋田北インター線・交点）へ変更（指定の解除）する[7]。

## 路線状況

### 都市計画道路
以下の都市計画道路と路線が一部重複する。
- 千秋新藤田線
- 泉高梨線

### 冬期閉鎖区間
- なし[8]

### 交通不能区間
- なし[9]

## 地理

### 交差する道路
| 施設名                       | 接続路線名                                                    | 備考 | 所在地                 |
| ---------------------------- | ------------------------------------------------------------- | ---- | ---------------------- |
| （外旭川アンパス北側交差点） | 秋田県道72号秋田北インター線                                  | 起点 | 秋田市外旭川八柳三丁目 |
| 広小路西交差点               | 秋田県道26号秋田停車場線 （=秋田県道28号秋田岩見船岡線 重複） | 終点 | 秋田市千秋明徳町       |

### 沿線の施設など
- 秋田市公設地方卸売市場
- 秋田市斎場
- 秋田貨物駅
- 天徳寺
- 秋田県立秋田工業高等学校
- 秋田大学教育文化学部附属中学校
- 秋田大学教育文化学部附属小学校
- 秋田県立秋田北高等学校
- 聖園学園短期大学